# Camp X-Ray – Eine verbotene Liebe
Camp X-Ray – Eine verbotene Liebe ist ein US-amerikanisches Filmdrama von Peter Sattler. In den Hauptrollen spielen Kristen Stewart und Payman Moaadi. Der Name des Films basiert auf dem mittlerweile geschlossenen Bereich zur Unterbringung von Gefangenen im Gefangenenlager der Guantanamo Bay Naval Base Camp X-Ray. Als Vorbild für den Film dienten die Gegebenheiten in Camp Delta.
Der Film feierte am 17. Januar 2014 seine Premiere beim Sundance Film Festival 2014. In Deutschland erschien der Film am 23. April 2015 auf DVD und Blu-ray Disc.

## Handlung
Nach den Terroranschlägen am 11. September 2001 betritt Ali ein Haus, um ein islamisches Gebet durchzuführen. Dabei wird er festgenommen und in das Gefangenenlager der Guantanamo Bay Naval Base verschleppt.
Acht Jahre später wird Amy als Wächterin in Guantanamo eingesetzt. Sie erklärt sich freiwillig bereit bei dem Team zur Bekämpfung von Aufständen mitzumachen. Sie bleibt kühl gegenüber den Gefangenen, stellt aber den Umgang mit ihnen in Frage. Ali befindet sich im selben Gefängnisbereich wie Amy und versucht Gespräche zu beginnen. Amy ignoriert ihn aber, bis er ihr seinen Urin und Kot entgegen schüttet. Ali wird mit Schlafentzug bestraft und seine Zelle wird durchsucht. Amy entdeckt Aufzeichnungen über ihn und lernt, dass er selbstschädigendes Verhalten zeigt und über die Zeit gewalttätiger wurde. Als Ali zurück in seine Zelle kommt, entschuldigt er sich bei Amy. Er erzählt, dass er in Bremen geboren wurde und keinerlei Kontakt zu terroristischen Organisationen hatte. Es beginnt sich eine Beziehung zwischen den beiden zu entwickeln.
Acht Monate später befiehlt der Vorgesetzte von Amy, dass sie Ali beim Duschen beobachten soll. Dies widerspricht den Richtlinien und den Überzeugungen von Ali. Amy beschwert sich bei den übergeordneten Vorgesetzten. Ihr wird aber nicht geglaubt. Sie entfremdet sich zunehmend von ihren Kollegen und ihr wird die Nachtschicht zugewiesen.
Eines Nachts versucht sich Ali mit einer Rasierklinge umzubringen. Amy hält ihn aber davon ab, indem sie ein persönliches Gespräch beginnt und ihren Namen und Wohnort verrät, was gegen die Richtlinien verstößt. Amy muss wegen Zeitablaufs kurz darauf Guantanamo verlassen, was einen emotionalen Rückschlag für Ali bedeutet. Auch Amy ist traurig. Ali bekommt dann ein Harry Potter Buch, auf welches er schon zwei Jahre wartet. Darin befindet sich eine Nachricht von Amy, die an Ali gerichtet ist.

## Hintergrund
Peter Sattler wollte keinen explizit politischen Film drehen. Ihn interessierte die Idee, diese Thematik auf einem anderen Wege anzugehen. Er fokussierte sich deshalb auf etwas, womit alle Zuschauenden sich identifizieren können, eine Freundschaft. Die Figur von Amy sollte im Drehbuch zunächst ein Mann sein. Bei der Recherche stieß Peter Sattler darauf, dass auch viele Frauen im Gefangenenlager der Guantanamo Bay Naval Base arbeiten. Das Umschreiben zu einer weiblichen Figur nutzte er, um mehr Konflikt zwischen Protagonisten erzeugen zu können.
Bei der Recherche zu dem Film waren für Peter Sattler die Enthüllungen von WikiLeaks über das Camp Delta (Camp Delta Standard Operating Procedures) des Gefangenenlagers der Guantanamo Bay Naval Base hilfreich. Darin wird im Detail das militärische Verfahren beschrieben. Obwohl der Film auf keiner wahren Geschichte beruht, finden sich so viele echte Details wieder.
Der Film wurde überwiegend außerhalb von Los Angeles in Whittier, Kalifornien, in einer verlassenen Jugendstrafanstalt gedreht. Die Räumlichkeiten sollen denen im Gefangenenlager der Guantanamo Bay Naval Base sehr ähneln, da dafür keine neuen Gefängnisse entwickelt wurden. Der Dreh dauerte 21 Tage.
Premiere feierte der Film beim Sundance Film Festival 2014. In Deutschland erschien der Film am 23. April 2015 auf DVD und Blu-ray Disc.

## Kritiken
Auf Rotten Tomatoes hat der Film eine Zustimmungsrate von 75 Prozent. Zusammenfassend soll der Film bei der Behandlung seiner Thematik etwas oberflächlich wirken, aber sehr von den eindrucksvollen Leistungen von Kristen Stewart und Peyman Moaadi profitieren.
Der Filmdienst würdigt die Darstellung des Gefangenenlagers im Film: „Das packende Regiedebüt stellt Guantanamo als Unrechtssystem dar, dessen Sinnlosigkeit nur noch durch Rituale und Verweise auf die Befehlskette kaschiert wird. Vor diesem Hintergrund verliert das Verhältnis im Zentrum der Handlung zwar an Glaubwürdigkeit, was die ausgezeichneten Hauptdarsteller jedoch weitgehend ausgleichen können.“ Timo Wolters von blu-ray-rezensionen.net hält den Film für sehenswert: „Camp X-Ray dürfte einer der besten Beiträge zum Thema Guantanamo sein und öffnet die Pforten für eine kritische Auseinandersetzung der USA mit ihrer jüngeren Geschichte. Zwar ist die Geschichte vordergründig verpackt in ein Psychogramm zweier einsamer Seelen, doch im Hintergrund wirken kritische Kommentare zum Thema ebenso lange nach, wie es der Abspann tut, der erneut den mechanischen Alltag der Wächter in Szene setzt.“
Bemängelt wurde die fehlende Glaubhaftigkeit der Geschichte der Beziehung der Protagonisten. Dabei lenke der Film auch von weitaus schlimmeren Gräueltaten in dem Gefangenenlager ab.